# Hermine Stindt
Pour les articles homonymes, voir Stindt.
Hermine Stindt, née le 3 janvier 1888 à Bremerhaven et morte le 19 février 1974 à Hanovre, est une nageuse allemande, spécialiste des courses de nage libre.

## Biographie
Hermine Stindt remporte la médaille d'argent aux Jeux olympiques de 1912 se tenant à Stockholm en 4×100 mètres nage libre. Elle remporte un titre national en 1921.
Elle intègre la galerie d'honneur de l'Institut de l'Histoire du Sport de Basse-Saxe en 1988. Une rue située au sud de l'AWD-Arena de Hanovre porte son nom à titre posthume depuis 2010. 